# 2005 في بلغاريا
فيما يلي قوائم الأحداث التي وقعت خلال عام 2005 في بلغاريا.

## سياسة

### انتهاء فترة المنصب
- 17 أغسطس – سيميون الثاني ملك بلغاريا رئيس وزراء بلغاريا [الإنجليزية]‏.

## أفلام
من الأفلام التي صدرت هذه السنة في بلغاريا:
- 1 يناير – الرحلة الكبرى من إخراج إسماعيل فروخي.

## وفيات

### أبريل
- 12 أبريل – جورجي باتشيدزييف (مواليد 1916) لاعب كرة قدم بلغاري.

### يونيو
- 11 يونيو – غينا ديميتروفا (مواليد 1941)

### يوليو
- 1 يوليو – إيفان بوتكيف كوليف (مواليد 1930) لاعب كرة قدم بلغاري.